# Comitê Intertribal
O Comitê Intertribal Memória e Ciência Indígena (ITC) é um organismo indígena nascido em 1991.
O comitê acredita que a base para o combate a todas as formas de discriminação é a luta pela garantia de acesso a todas as pessoas ao que lhes é direito, como saúde, educação, oportunidade de conhecimento de outras culturas e povos, terra e território. É uma organização dirigida por Indígenas que compõem seu quadro de sócios. Tem sede em Brasília - DF.
Organizado em 1991 por líderes oriundos da União das Nações Indígenas, primeiro movimento indígena político no Brasil, teve como primeira missão a realização da Conferência Mundial dos Povos Indígenas sobre Território, Meio Ambiente e Desenvolvimento (RIO-92), onde foi escrito a Carta da Terra com 109 recomendações e a Declaração da Kari-Oca, mas também outras atividades onde destacam-se:
- A criação e a organização do Jogos dos Povos Indígenas onde ocorrem jogos tradicionais de identidade, intercâmbios e do não indígena, sempre acompanhado do Fórum Social Indígena, Feira de Artes Indígenas, Feira da Agricultura Familiar Indígena e da Oca da Tecnologia da Informação. Já foram realizados 12 JPI em todo o Brasil e em 2015, realizaram também o I Jogos Mundiais dos Povos Indígenas.
- A Conferência da Convenção da Diversidade Biológica (COP.8), de caráter internacional, que debateu a proteção dos conhecimentos tradicionais e uso da biodiversidade, também em 2005 em Curitiba (PR)[carece de fontes?];
- Plano de Ação e Declaração de Princípios sobre a inclusão indígena nos sistemas da Sociedade da Informação, também estabelecido pela ONU[carece de fontes?];
- I Conferencia Regional das Américas contra o Racismo, a Xenofobia e Intolerâncias Correlatas, ocorrida em Brasília (DF) em 2006, em parceria com a SEPPIR, para discutir os avanços e desafios pós Durban - Conferência Mundial Contra o Racismo[carece de fontes?].
- Organização da Conferência Mundial dos Povos Indígenas sobre Economia Verde e Sustentabilidade, a Rio+20, em Junho de 2012.
- Realização dos I Jogos Mundiais dos Povos Indígenas - Brasil 2015